# Céphalophorie

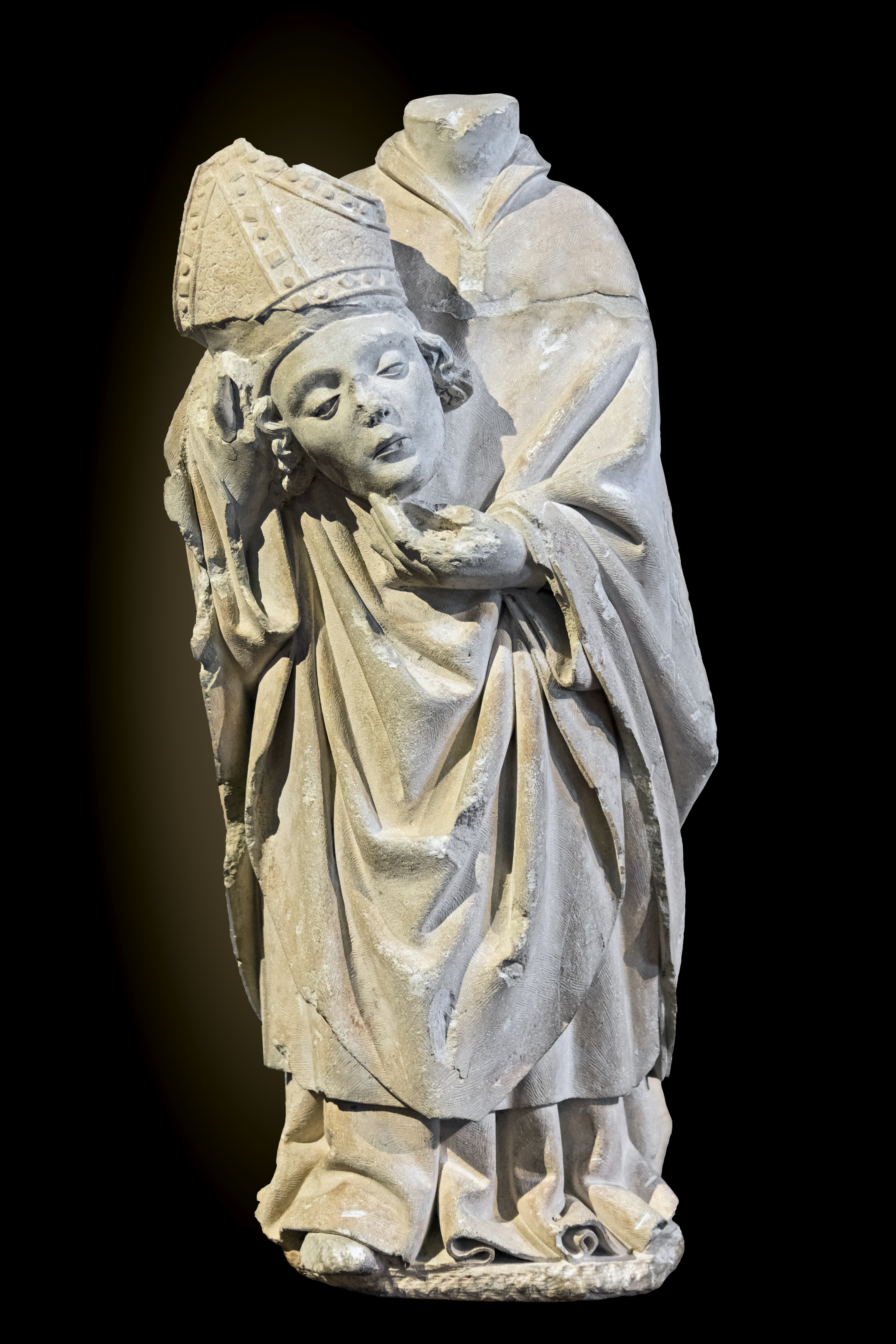
Évêque céphalophore, musée des Augustins de Toulouse.

Une céphalophorie, du grec képhalê (tête) et phorein (porter), est un épisode de l'histoire d'un personnage, généralement un saint décapité, où celui-ci se relève et prend sa tête entre les mains avant de se mettre en marche. Le personnage lui-même est appelé « céphalophore ».
Le terme est utilisé pour la première fois par Marcel Hébert dans son article « Les martyrs céphalophores Euchaire, Elophe et Libaire ». Depuis, ce mot a été repris par les pays anglo-saxons.

## Saints céphalophores

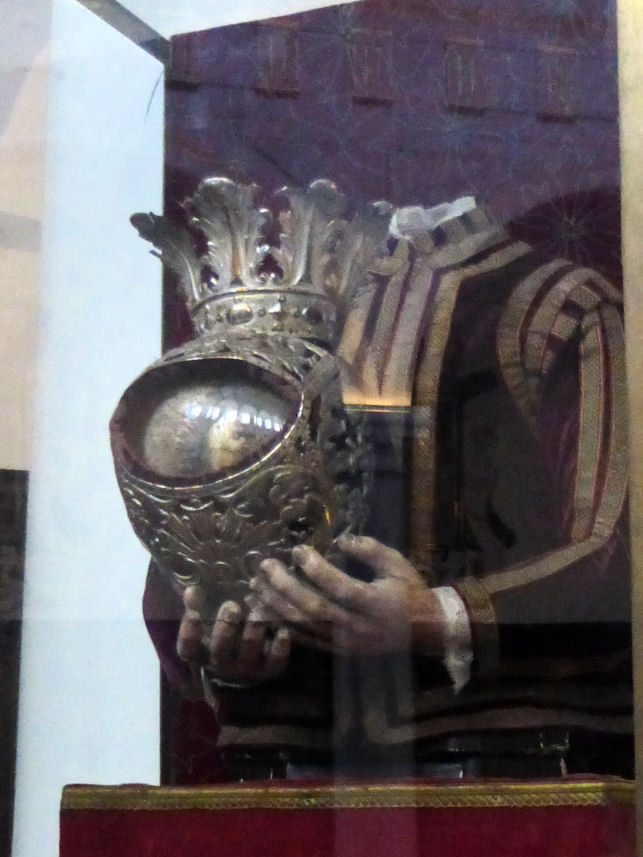
Reliquaire de Saint-Juste de Beauvais, Anvers.

La céphalophorie est un thème courant de l'hagiographie chrétienne. Le céphalophore est généralement un saint, martyr par décapitation. Dans ce cas, l'auréole de sainteté peut être placée soit sur le cou (à l'emplacement où la tête aurait dû se trouver), soit autour de la tête que le saint tient dans ses mains, soit en un halo double, sur le cou et autour de la tête. Aussi bien les hommes que les femmes peuvent être céphalophores, mais la grande majorité est masculine.
Nombre de ces saints faisaient l'objet d'un culte. Leurs reliques, et en particulier leur chef, étaient réputées guérir les maladies mentales (liées à la « tête ») ou les maux de tête.

### Thèmes proches
L'un de ces thèmes est celui des têtes qui restent vivantes et parlent après la décapitation, mais sans que le corps les déplace. Ainsi saint Nicaise continue de réciter après avoir été décapité. On peut aussi mentionner saint Juste de Beauvais : quand ce garçon se fait décapiter, il se lève et donne sa tête à son père en lui demandant de la remettre à sa mère pour qu'elle puisse l'embrasser. Il est retenu dans les céphalophores parce qu'il continue de prêcher après décapitation. Bien qu'il attende son père avec sa tête entre ses mains, il ne s'est pas réellement déplacé ; c'est son père qui a ramené sa tête à Auxerre.
Autre thème proche, celui de saint Paul l'apôtre, dans La Légende dorée. Pour prouver que le chef trouvé est le sien, son corps le rejoint. Il peut être représenté avec la tête à ses pieds. 
En revanche, saint Cuthbert de Lindisfarne, parfois représenté avec deux têtes, une sur son cou et une entre ses mains, n'est pas céphalophore ; il tient la tête de saint Oswald.

### Le chemin des saints
Les céphalophores semblent suivre un schéma pour leurs déplacements,,. Souvent, ils traversent ou suivent une rivière, un cours d'eau ou un lac. À l'endroit où ils entrent dans l'eau, ou dans une source proche, ils y lavent leur tête.
Une trace de ce passage est laissée dans le paysage ; ils posent parfois leur tête sur une pierre, qui sera marquée de leur sang, ou alors leur pas (ou leur genou) restera gravé dans la pierre... Ensuite, ils gagnent un lieu élevé, comme une colline, où ils trouvent le repos éternel. Souvent, une église, une cathédrale ou une chapelle est bâtie à cet endroit en leur mémoire. Ce schéma est par exemple suivi par saint Denis, saint Wyllow, saint Lucain et saint Gohard de Nantes.

## Par pays et régions

### France

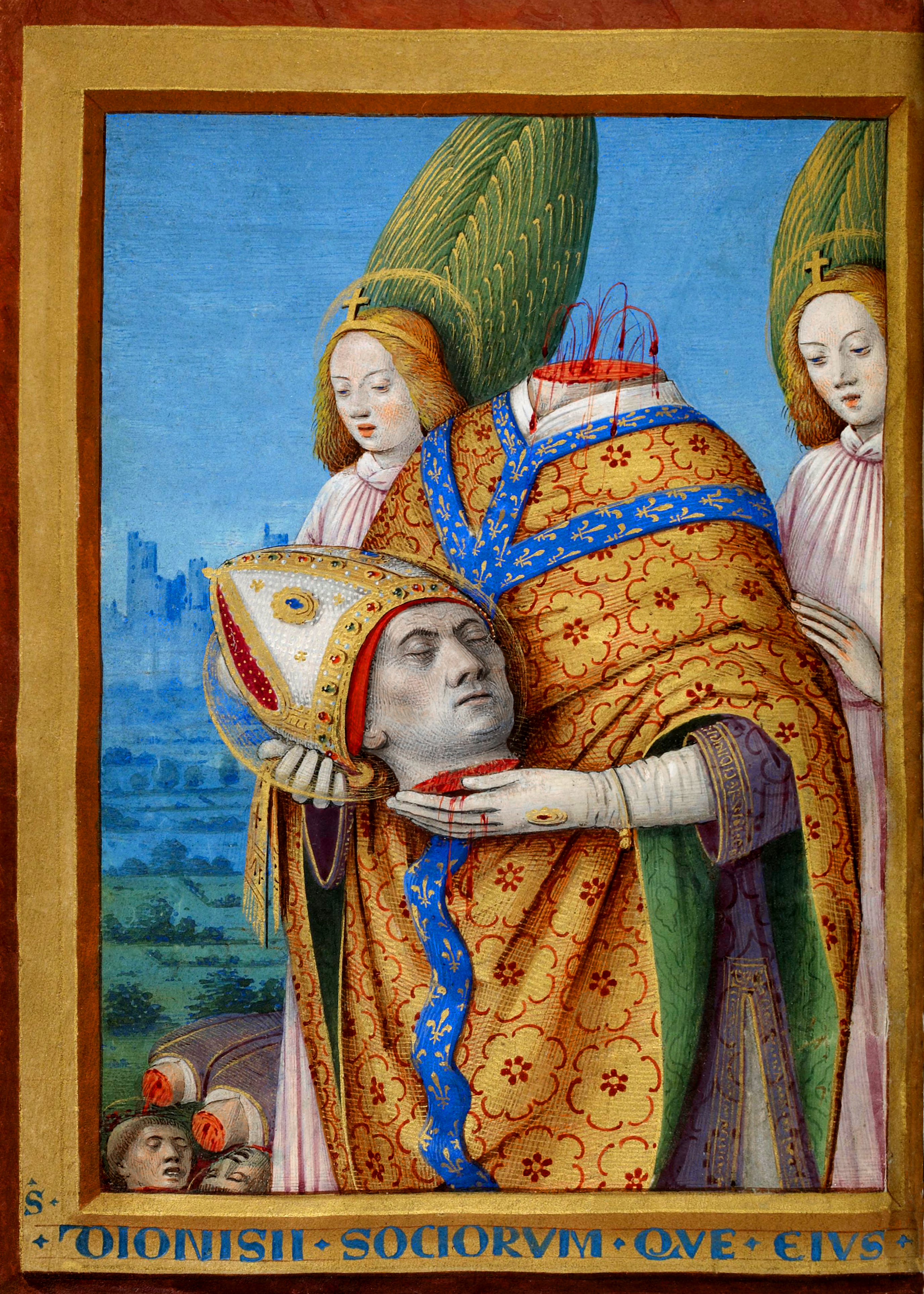
Saint Denis, par Jean Bourdichon.

- Aquitaine : sainte Quitterie, saint Maurin d'Agen, saint Aventin de Larboust, saint Sever
- Auvergne : saint Principin, sainte Procule
- Beauce : saint Lucain
- Berry : saint Génitour du Blanc, sainte Solange de Bourges
- Bourgogne (Nièvre) : saint Révérien
- Bretagne : sainte Noyale, saint Gohard, sainte Tréphine, saint Trémeur, saint Miliau, sainte Haude

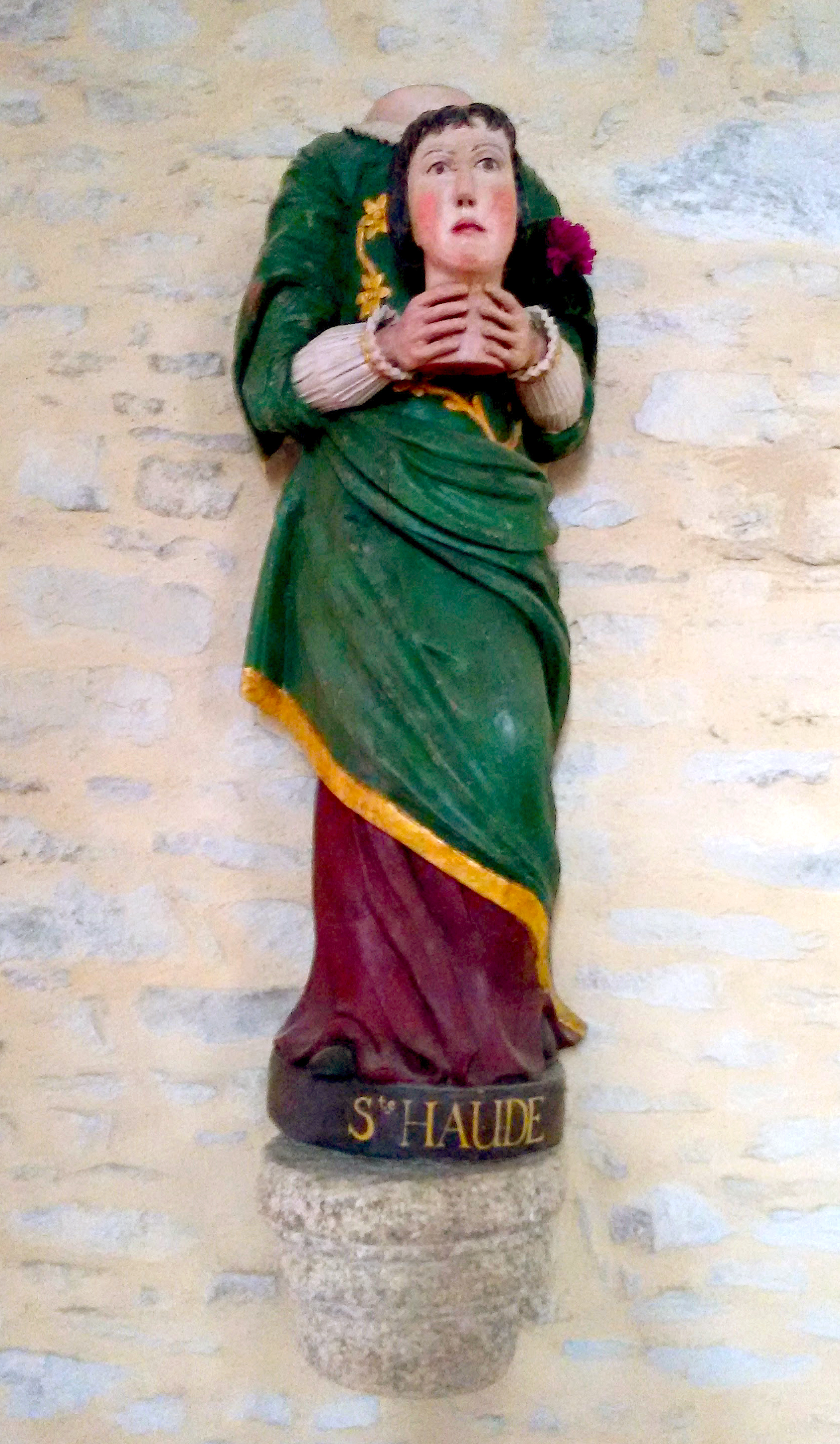
Sainte Haude, église de Kersaint en Landunvez.

- Champagne : saint Nicaise, sainte Tanche (près de Troyes)
- Franche-Comté : Ferréol de Besançon, Ferjeux de Besançon
- Haute-Marne : Didier de Langres
- Île-de-France : Denis de Paris, Nicaise et Egobille allèrent de Vaux-sur-Seine sur une île dans la rivière Epte ; Saint Ayoul de Provins
- Languedoc-Roussillon : saint Aphrodise qui déposa sa tête place Saint-Aphrodise à Béziers
- Limousin : sainte Valérie de Limoges
- Lorraine : saint Élophe, sainte Libaire, saint Livier
- Midi-Pyrénées : saint Gaudens, saint Aventin de Larboust, saint Frajou, saint Hilarian d'Espalion, sainte Spérie
- Nord-Pas de Calais : saint Chrysole, sainte Saturnine de Sains-lès-Marquion
- Normandie : saint Clair de Normandie à Saint-Clair-sur-Epte
- Picardie : sainte Maxence, saint Juste, saint Lucien, saint Fuscien, saint Victoric
- Provence : saint Mitre

### Allemagne
- Saint Theonistus de Mayence[6], compagnon de saint Ours

### Espagne
- Jaca (Aragon) : sainte Orosia
- Saragosse (Aragon) : saint Lambert

### Grande-Bretagne et Irlande
- Devon : saint Nectan
- Dorset : saint Juthwara
- Essex : sainte Osgyth (aussi Sythe, Othith et Ositha)
- Pays de Galles : sainte Winefride de Treffynnon
- Irlande : saint Wyllow a traversé un cours d'eau ; une chapelle a été bâtie là où il a déposé sa tête.

### Italie
- Saint Gemolo ou Gemolus (XIe siècle)[7]

Avec son frère saint Himerius (Imerio, Imier) de Bosto, ils se sont lancés à la poursuite de brigands qui avaient attaqué leur oncle, évêque, lors d'un pèlerinage. Ils sont décapités par les brigands. Gemolo ramasse sa tête, monte sur son cheval et rejoint son oncle avant de mourir.
- Saint Minias de Florence
- Saint Emygdius[8] (IIIe siècle), décapité par Polymius
- Saint Donnino de Fidenza

### Suisse
- Valais : saint Maurice
- Zurich : saints Felix, Regula et Exuperantius

## En littérature
- Dans la littérature grecque antique, toute une discussion se fait autour de la crédibilité des têtes parlantes que l'on retrouve dans la mythologie grecque. Cette discussion est, entre autres, lancée par Aristote[9] qui chante la tête d'Orphée et de Homère qui semblent encore parler. Cette discussion est reprise dans le De Bello Troiano de Joseph d'Exeter (XIIe siècle) : Hector agite la tête de Patrocle, qui susurre « Ultor ubi Aeacides » (« où est Achille mon vengeur ? »). On ne peut pas encore parler de céphalophorie.

- Dans la Divine Comédie de Dante, Bertran de Born est décapité au huitième cercle de l'Enfer, mais il tient sa tête par les cheveux. On ne peut donc pas parler de céphalophorie.

- Dans Sire Gauvain et le Chevalier vert, roman de chevalerie du XIVe siècle, le Chevalier vert est un céphalophore.